# 原研海庄役場
24°07′35″N 121°39′13″E / 24.126395°N 121.653478°E
原研海庄役場為台灣日治時期花蓮港廳研海庄的行政辦公廳舍，建於1920年代，位在花蓮市新城鄉，為花蓮縣歷史建築。

## 介紹
臺灣總督府當局為了有效管理花蓮地區北側的原住民部落，以及開發山林資源，因此於1914年9月在花蓮港廳下設「新城支廳」，並於1920年9月，將新城支廳、內太魯閣支廳合併為「研海支廳」（研海為臺灣總督佐久間左馬太的號，是當局為了紀念其因理蕃殉職）。1922年4月1日，研海支廳增設「研海區」，下設新城、北埔等兩個大字，因此設立了「研海區役場」，做為當地的行政中心，此建築即為研海庄役場的前身，新城市街也在之後陸續發展，並在1926年設立了新城公學校（今新城國小）。1937年10月1日，花蓮港廳實施街庄制，研海區及部分平野區合併改制為「研海庄」，研海區役場則改為「研海庄役場」。
二戰後，研海庄役場改為「新城鄉公所」，後因新城鄉公所距離花蓮市區太遙遠，鄉公所因此南遷至大漢村現址，原本的鄉公所則曾作新城村辦工處使用。

## 建築特色
研海庄役場位在當時新城市街兩條主要道路交叉的路口，而西側為研海支廳廳舍（今新城分局），南側為研海尋常小學校（今秀林國中），斜對角為新城武德殿、新城郵便局。在研海庄役場的同個街廓內，原有兩棟日式宿舍，今僅存東側一棟，為歷史建築「新城鄉新城村信義路6號日式舊宿舍」。
研海庄役場的原始建築平面呈Ｌ形，建築結構為鋼筋混凝土牆、木構屋架及磚瓦屋頂，屋頂樣式為寄棟屋根型式。室內空間包含：事務室、 倉庫、玄關、踏込、宿值室。外牆有混凝土牆與雨淋板牆，設置長條型直立窗。